# Juan Ignacio Molina
Juan Ignacio Molina (född den 24 juni 1740 på Hacienda Huraculén i Villa Alegre i dagens Chile, då tillhörigt det Spanska imperiet, död 1829 i Bologna, då tillhörigt Kyrkostaten), även känd under titeln Abate Molina eller den italienska formen Giovanni Ignazio Molina, var en chilensk-spansk naturhistoriker, geograf, historiker och jesuitpräst.

## Biografi
Abate Molina var son till Agustín Molina och Francisca González Bruna. Vid sju års ålder dog hans far och vid femton års ålder blev han jesuit och började studera vid San Francisco de Borja i Santiago. Vid 24 års ålder flyttade han till Talca där han verkade som lärare. 1757 utsågs han till bibliotekarie vid jesuitklostret i Santiago. 1767 utvisades alla jesuiter från Chile på den spanske kungens order och Molina flyttade då till Bologna, där han skrev (på italienska) sina vetenskapliga verk om Chile och om trakten kring Bologna. 

## Verk
- Compendio della storia geografica, naturale e civile del regno del Chile (1776) (Engelsk översättning 1809)
- Saggio sulla storia naturale del Chile (1782)
- Saggio della storia civile del Chile (1787)
- Memorie di storia naturale lette in Bologna (1825)

## Övrigt
Franz von Paula Schrank uppkallade 1789 grässläktet Molinia efter honom.
Den 1834 grundade staden Molina i Chile är uppkallad efter Juan Ignacio Molina.